# Frithiof Schöning
Johan Frithiof Göthe Schöning, ofta kallad J.F. Schöning, född 24 september 1839 i Söderhamn, död 4 juni 1893 i Hamburg, var en svensk sågverksägare samt konsul och riksdagsman. Han var son till Carl Johan Schöning och bror till Gabriel Schöning.
Schöning blev 1874 hälftenägare till Grundviks sågverk, beläget vid södra sidan av Söderhamnsfjärden, strax utanför Stugsund. Sågverket hade grundlagts 1858, då Schönings far Carl Johan Schöning byggde en tvåramig ångsåg där. Fadern hade dock några år senare sålt hela sågverket till kaptenen vid Hälsinge regemente Thure Härdelin (far till spelmannen Thore Härdelin) på Nordanäng i Delsbo. År 1877 sålde Härdelin ytterligare en fjärdedel till vice häradshövding Adolf Wennberg i Söderhamn, varefter rörelsen sköttes under namnet Grundviks sågverks intressenter med J.F. Schöning som chef. 
Schöning, som själv drev en omfattande utskeppning av såväl legosågade som uppköpta trävaror inifrån landet, utvidgade verksamheten i Grundvik. År 1876 revs den gamla sågen, och längre in i viken blev en ny fyraramig ångsåg färdigställd året därpå. Han löste ut de två delägarna 1885 (Härdelin) och 1889 (Wennberg). År 1886 utflyttades huvudkontoret från staden till Grundvik och Schöning bosatte sig då på sin nyuppförda lägenhet Tomtebo (på Grundvikshöjden), vilken revs 1919 inför byggandet av Ostkustbanan. 
Då det trånga området vid Grundvik blev otillräckligt som upplagsplats för virket, anlades brädgårdar, dels vid det utanför Grundvik belägna Halsen (Ullbacka), dit rälsbana anlades, dels på den mitt emot Grundvik på norra sidan av fjärden belägna Klapparviksudden, dit virket pråmades. För det inifrån landet kommande "bondvirket" fanns en gammal brädgårdsplats ungefär vid nuvarande Köpmantorget inne i staden, vilken användes till början av 1890-talet. Från sågverket, som sysselsatte omkring 100 arbetare, utskeppades årligen cirka 4 000 standards trävaror och cirka 2 000 läster träkol. Efter Schönings död 1893 köptes sågverket av firman Adolf F. Hillman.
Schöning var Tysklands konsul i Söderhamn från 1871. Som politiker var han ledamot av riksdagens andra kammare för Söderhamns valkrets 1888–1893.